# Наум Накев
Наум Накев е български революционер, деец на Вътрешната македоно-одринска революционна организация.

## Биография
Наум Накев е роден в костурското село Поздивища, тогава в Османската империя, днес в Гърция. Присъединява се към ВМОРО, като четник в четата на Лазар Поптрайков участва в Илинденското въстание от 1903 година, сражава се при Шестеовската бука, Влашките колиби и в сражението при Пожарско. Емигрира в САЩ между 1905 и 1909 година, а през 1914 година се установя в Торонто, Канада. Там е епитроп на македоно-българската църковна община и член на МПО „Правда“. Неговият син Ламбо Накев заема различни длъжности в настоятелството на МПО „Правда“.